# Пехорка
Пехо́рка, Пехра — река в России, в Московской области и городе Москве, левый приток Москвы-реки.
Общая длина — 42 км, площадь водосбора — 513 км². Исток в 1,5 км к северу от микрорайона Лукино (Балашиха). Направление течения почти строго с севера на юг. На реке расположены город Балашиха, рабочий посёлок Томилино и дачный посёлок Красково городского округа Люберцы, а также промышленная зона в московском районе Некрасовка. Пехорка впадает в Москву-реку в районе города Жуковского, в 4 км к югу от железнодорожной станции Быково.

## Этимология
По одной версии название Пехорка может быть финно-угорского происхождения. Например схожую по названию реку Пахра возводят к финно-угорскому корню «-яхр-, ягр-, -ахр-», что означает «озеро» и таким образом слово пахра можно перевести как «текущая из озера». По другой версии Галина Смолицкая допускает балтийское происхождение, а также славянское, где Пехра (как и Пахра) — из слав. пьх — «толкать» (с суффиксом -ъръ).

## Гидротехнические сооружения
Река Пехорка берёт своё начало из Акуловского водоканала на территории национального парка «Лосиный Остров». По течению реки расположены несколько больших прудов: Алексеевский (Булганинский) в пределах национального парка, севернее села Лукино; у села Пехра-Покровское; в микрорайоне Балашиха-2 у села Никольское-Трубецкое при впадении в Пехорку левого притока речки Малашки. Ещё в XIX веке к востоку от села Акатово появилась дамба длиной 200 м, обеспечивавшая уровень воды как на Пехорке, так и на соседней к ней р. Чернавке. Но особая достопримечательность этих мест — знаменитые «салтыковские» пруды, которые начали складываться с XVII века. Находятся они, собственно, не на самой реке Пехорке, а на одной из речек водосбора — Чечёре.
На планах второй половины XVII века на реке Пехорке и её левом притоке Малашке уже зафиксированы пруды с плотинами и водяными мельницами при них, сохранившие своё местоположение до наших дней. План Московского уезда 1794 года также подтверждает сложившуюся ситуацию.
В ходе строительства в XIX веке на месте мельниц новых текстильных фабрик, которым требовалось много воды, старые плотины были реконструированы и увеличены. Так появились дамбы и плотины в Пехра-Покровском, Блошихе, Леонове, Акатово. Именно тогда в северной части Пехорки был создан Маланьин пруд, который хорошо виден со Щёлковского шоссе. Примерно тогда же при балашихинской фабрике возник свой пруд, шириной около 150 м. А чуть южнее, у села Сусаново-Гущинка (в районе нынешнего городского парка), был образован ещё один водоём длиной 800 и шириной 130 метров. Все эти рукотворные водоёмы, созданные в XVIII—XIX веках, стали излюбленными местами отдыха балашихинцев.

## История
На правом берегу реки Пехорки при впадении в неё реки Горенки археологами обнаружено некогда богатое поселение, которое, предположительно, было родовым имением бояр Акатовых. Найденные здесь археологические находки датируются XIV—XVII веками.
Первые поселения славян — вятичей и кривичей — появились здесь в 1-м тысячелетии. Они постепенно вытесняли финно-угорские племена на север и ассимилировали тех, кто не захотел уйти. Так возникала общность подмосковных жителей. Вдоль берегов р. Пехорки жизнь особенно активно забурлила примерно в XIV—XV веках.
В XVIII—XIX веках многие поселения, входящие ныне в городской округ Балашиха, получили всероссийскую известность. Так, Горенки прославили князья Долгоруковы и графы Разумовские, в Пехра-Яковлевском жили князья Голицыны, в Никольско-Архангельском — князья Долгоруковы и Салтыковы. Под Пехра-Покровским в Алексеевском дворце часто проводил свободное время сиятельный князь генералиссимус Александр Данилович Меншиков. В Троицком-Кайнарджи — генерал-фельдмаршал Пётр Александрович Румянцев-Задунайский, в усадьбу которого в конце октября 1775 года приезжала праздновать победу в Русско-турецкой войне 1768—1774 годов императрица Екатерина II. Усадьба Красково-Богородское принадлежала княжеским родам Трубецких, Орловых, Оболенских.
Именно развитие поселений в XVIII веке послужило основой к созданию впоследствии на основе бывших имений Пехорскую волость, ставшую прообразом Балашихинского района Московской области.
Река была включена в Генеральный план развития Москвы 1971 года, предусматривающего «особое значение» строительства Восточного судоходного канала. В частности, Пехорка должна была стать частью Люберецкого водохранилища.

## Особо охраняемая природная территория
Решением Объединённой коллегии органов управления Москвы и Московской области в 1998 году было предложено создать особо охраняемую природную территорию на участках вдоль русла р. Пехорки.

## Притоки и протоки
Левые притоки
- Малашка
- Серебрянка
- Чернавка (образуется от слияния реки Чёрной с рекой Вьюнкой)
- Македонка

Правые притоки
- Горенка
- Руднёвка
- Сатовка
- Кобыленка

Протоки
- Быковка (проходит мимо д. Верея и с. Быково и через г. Жуковский)

## Экология
В Пехорку производится сброс порядка половины сточных вод с Люберецкой станции аэрации. В зимних погодных условиях, благодаря стокам станции аэрации, более тёплым, чем воды реки, приближающиеся к этой станции, Пехорка не замерзает на несколько километров ниже слива стоков, даже при морозах, достигающих −25 °C. На 2024 год река Пехорка в очень плачевном состоянии. Производятся выбросы из канализации без фильтрации. 

## Фотографии
- Алексеевский пруд
- Река Пехорка перед Алексеевским прудом
- Пехорка возле СНТ «Зенино»
- Пехорка недалеко от поселка городского типа Красково
- Мост через Пехорку на автомобильной дороге регионального значения А102, возле дер. Пехорка
- Вид на Пехорку с моста возле дер. Михнево
- Пехорка в Балашихе
- Москва-река в районе слияния с Пехоркой
- Дамба в Балашихе перед хлопко-прядильной фабрикой
- Плотина устроенная бобрами. Лосиный остров, река Пехорка